# Friedrich von Landsberg-Velen und Gemen der Jüngere
Friedrich Graf von Landsberg-Velen und Gemen (* 29. Oktober 1850 auf Burg Gemen, Kreis Borken, Münsterland; † 11. April 1926 ebenda) aus dem Adelsgeschlecht der Herren von Landsberg war Standesherr von Gemen und preußischer Politiker.

## Leben
Er war der Sohn des Friedrich Graf von Landsberg-Velen und Gemen (1815–1898) und dessen erster Ehefrau Sophie Freiin von Imbsen (1817–1853). Er heiratete am 11. November 1884 in Bonn Sophie Gräfin von Westerholt und Gysenberg (* 15. August 1862 in Stein am Kocher; † 1. April 1941 auf Burg Gemen), die Tochter des Oskar Graf von Westerholt und Gysenberg (1815–1874) und dessen zweiter Ehefrau Johanna Brenken (1835–1908). Das Paar hatte folgende Kinder:
- Johanna (* 1887), Freiin, ⚭ 1907 Ferdinand Freiherr von Wendt († 1930)
- Maximilian (Max), (* 1889), Graf

⚭ 1914 Maria-Anna Freiin von Nagel (1888–1914)
⚭ 1919 Consuelo Freiin von Oer (* 1893)
- Otto (* 1890), Freiherr, ⚭ 1915 Maria Gräfin Droste zu Vischering (* 1892)
- Maria (* 1893), Freiin, ⚭ 1913 Franz Freiherr von dem Bottlenberg, gen. von Schirp
- Margarethe (* 1894), Freiin, ⚭ 1924 Rudolf von Budritzki
- Klothilde (* 1896), Freiin, ⚭ 1920 Hans von und zu Mühlen († 1932)
- Elisabeth (* 1897), Freiin, ⚭ 1922 Franz-Ludwig Freiherr Ostman von der Leye
- Sophia (* 1899), Freiin, ⚭ 1927 Aloysius Graf von Plettenberg
- Ignatia (* 1904), Freiin, ⚭ 1936 Robert Zurhausen

Landsberg-Velen war westfälischer Standesherr und Fideikommissbesitzer. Politisch betätigte er sich als Abgeordneter der Alten Fraktion von 1908 bis 1918 als Mitglied des Preußischen Herrenhauses und war außerdem Mitglied des Provinziallandtages der preußischen Provinz Westfalen.